# Джонстон-Циммерман, Катрина
Катрина Джонстон-Циммерман (Katrina Johnston-Zimmerman) — американский городской антрополог. Она стала соучредительницей инициативы Women Led Cities Initiative. Она была включена в список 100 женщин 2019 года.

## Жизнь
Окончила Университет штата Аризона и Университет штата Орегон в Портленде.
Изучает поведение человека в публичном пространстве. Преподаёт в Университете Дрекселя. Она приглашённый лектор в Королевском технологическом институте KTH. Катрина руководила проектом «Инициатива городов, возглавляемых женщинами» в Филадельфии.
Её работа появилась в журнале Next City, была опубликована статья в The Philadelphia Inquirer.